# Mordechai Lador
Mordechai Lador (hebräisch מרדכי לדור; geboren als Manfred Lederberger am 2. Juli 1923 in Hamburg) ist ein israelischer Diplomat.

## Leben
Manfred Lederberger ist ein Sohn des Pelzhändlers Simon Lederberger (1883–1958) und der Anni Lederberger (1896–1975), er hatte eine Schwester. Er wuchs in Hamburg auf und besuchte die Talmud-Thora-Oberrealschule im Grindelviertel. 1938 floh er mit der Jugendalija nach Palästina. Er kam zunächst im Kibbuz HaShomron unter. Lador wurde 1941 Mitgründer des Kibbuz Schluchot und war dort ab 1945 Schatzmeister. Von 1947 bis 1949 hielt er sich als Helfer in Lagern der UNRRA in Europa auf. Er wurde 1950 Vorstandsmitglied der Histadrut. Lador heiratete 1952 die 1922 in Stockholm geborene Verwaltungsangestellte Miriam Heyman.
1961 wechselte er in den Israelischen Auswärtigen Dienst und ging zunächst als Chargé d’Affaires nach Nepal, 1967 bis 1970 als Botschaftsangestellter nach Washington, D.C. Lador wurde 1970 Botschafter in Sierra Leone. 1972 wechselte er in die Leitung des Keren Kayemeth LeIsrael und war ab 1975 wieder als Diplomat in der ständigen Vertretung Israels bei der UNO tätig. Schließlich war Lador noch von 1985 bis 1988 Gesandter in Helsinki.